# Mermessus insulsus
Mermessus insulsus là một loài nhện trong họ Linyphiidae.
Loài này thuộc chi Mermessus. Mermessus insulsus được Alfred Frank Millidge miêu tả năm 1991.